# Путь Пястовских Замков

Обозначение маршрута

Путь Пястовских замков (пол. Szlak Zamków Piastowskich) — туристический маршрут в Польше, общей протяженностью 146 км, пролегающий по территории Нижнесилезского воеводства. Маршрут обозначен зеленым цветом.
Начинается в Замке Гродно в Загуже-Слёнском и завершается на Качавском предгорье в Замке Гродзец.
Маршрут посещает 15 пястовских замков.

## Объекты на пути
- Замок Гродно
- Загуже-Слёнске
- Злоты-Ляс
- Модлишув
- Погожала
- Витошув
- Любехув
- Замок «Князь»
- Пелчница (Свебодзице)
- Замок Цисы
- Хвалишув
- Петшикув
- Клачина
- Замок Свины
- Болькувский замок
- Пастевник
- Замок Несытно (Плонина)
- Тужец
- Яновице-Вельке
- Замок Больчув
- Воянув
- Домбровица
- Струпице (Еленя-Гура)

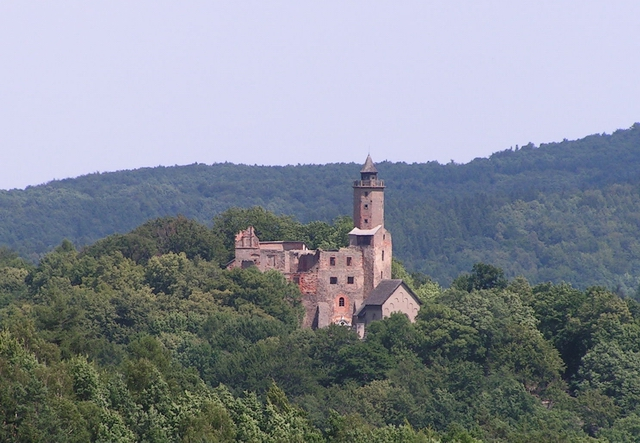
Замок Гродно

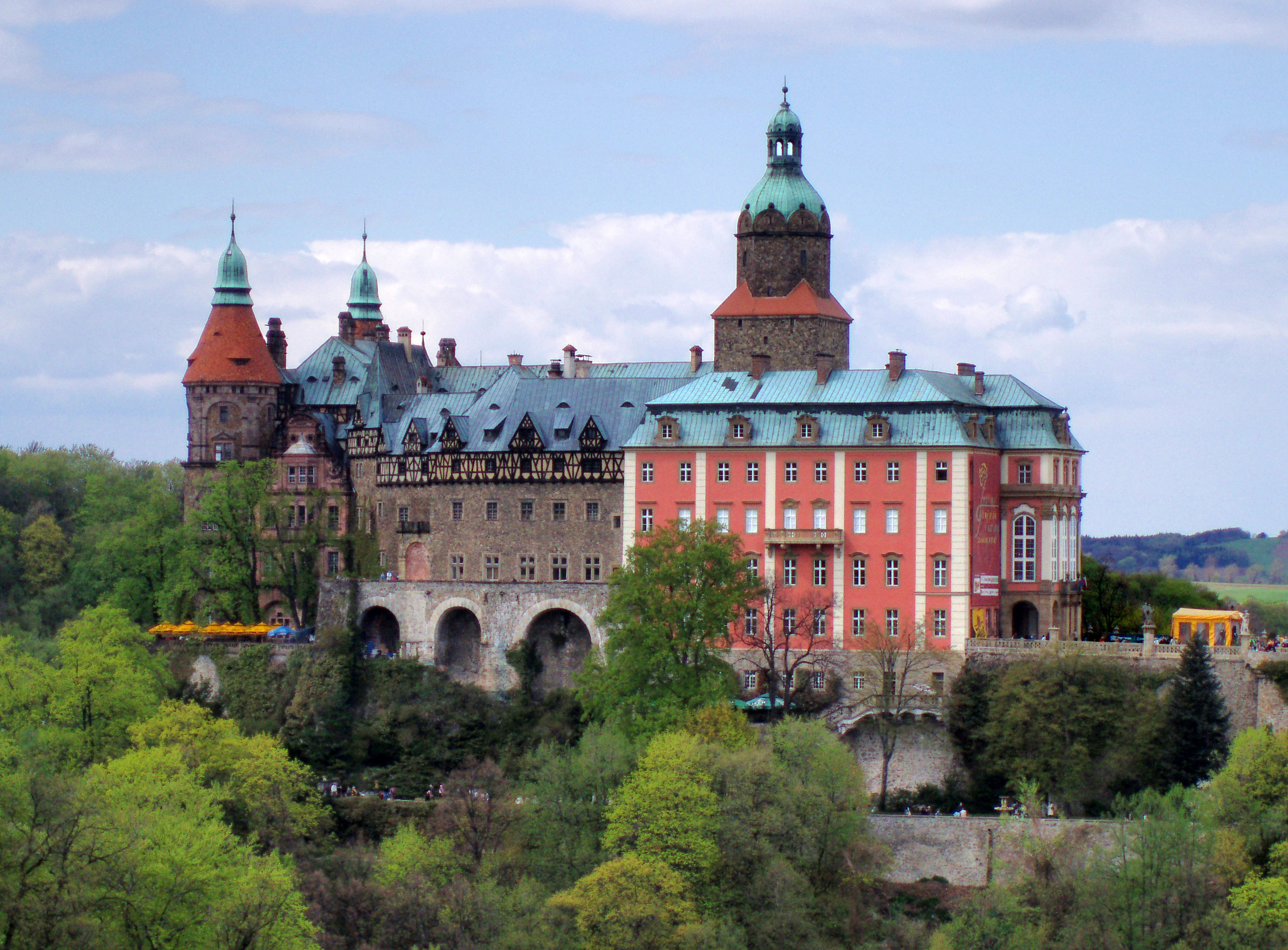
Замок «Князь»

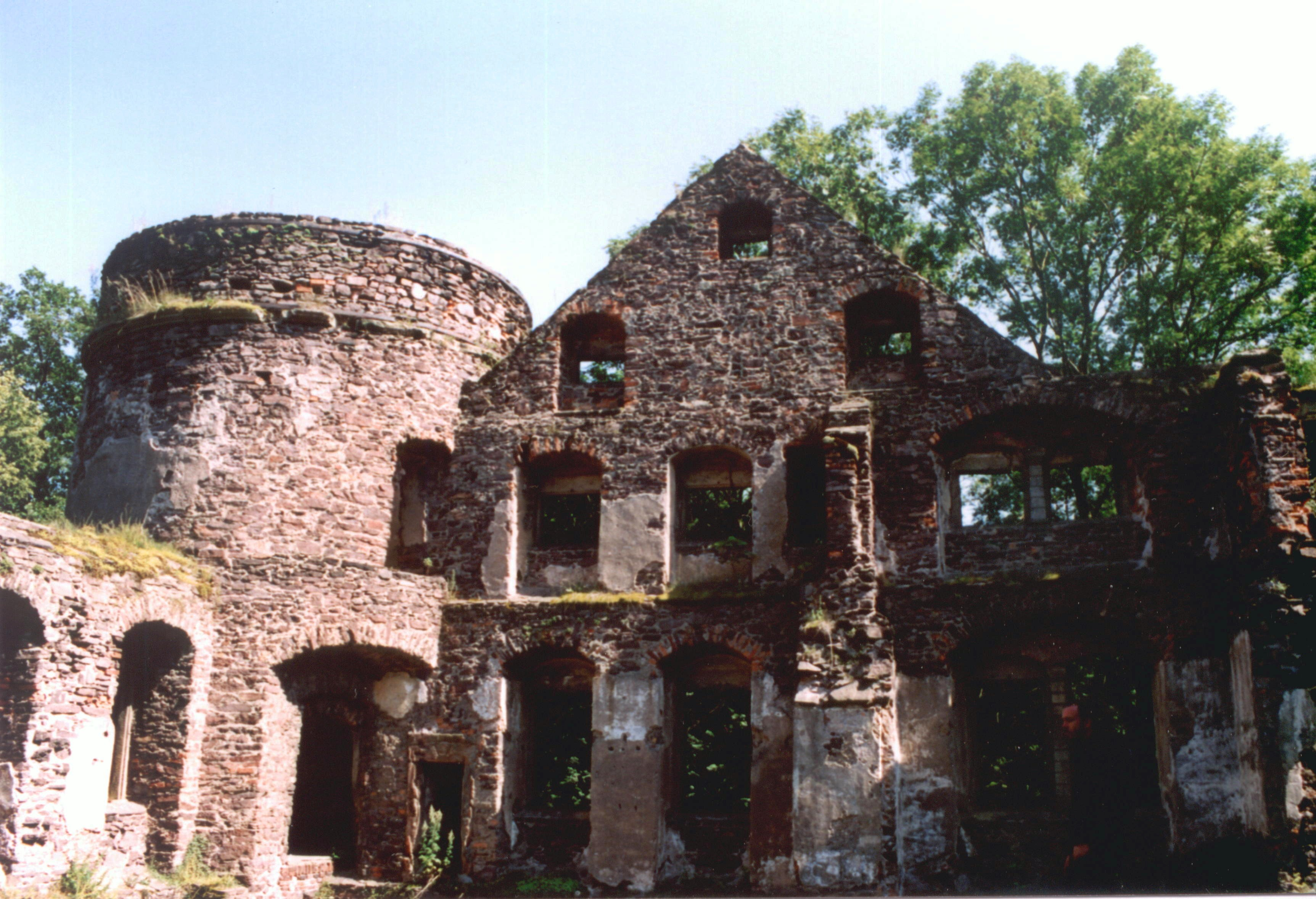
Руины северо-западной части замка Свины

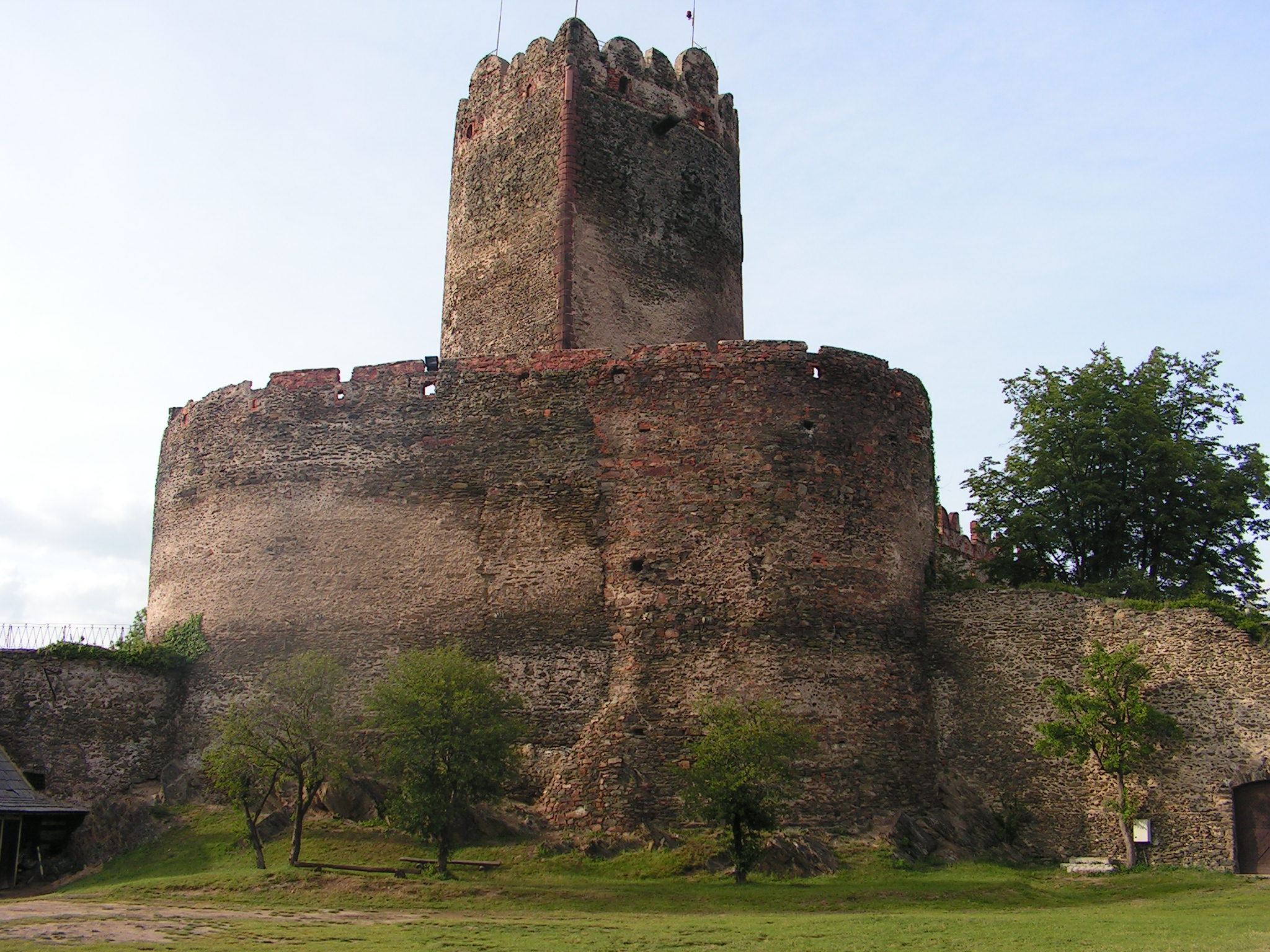
Замок в Болькуве

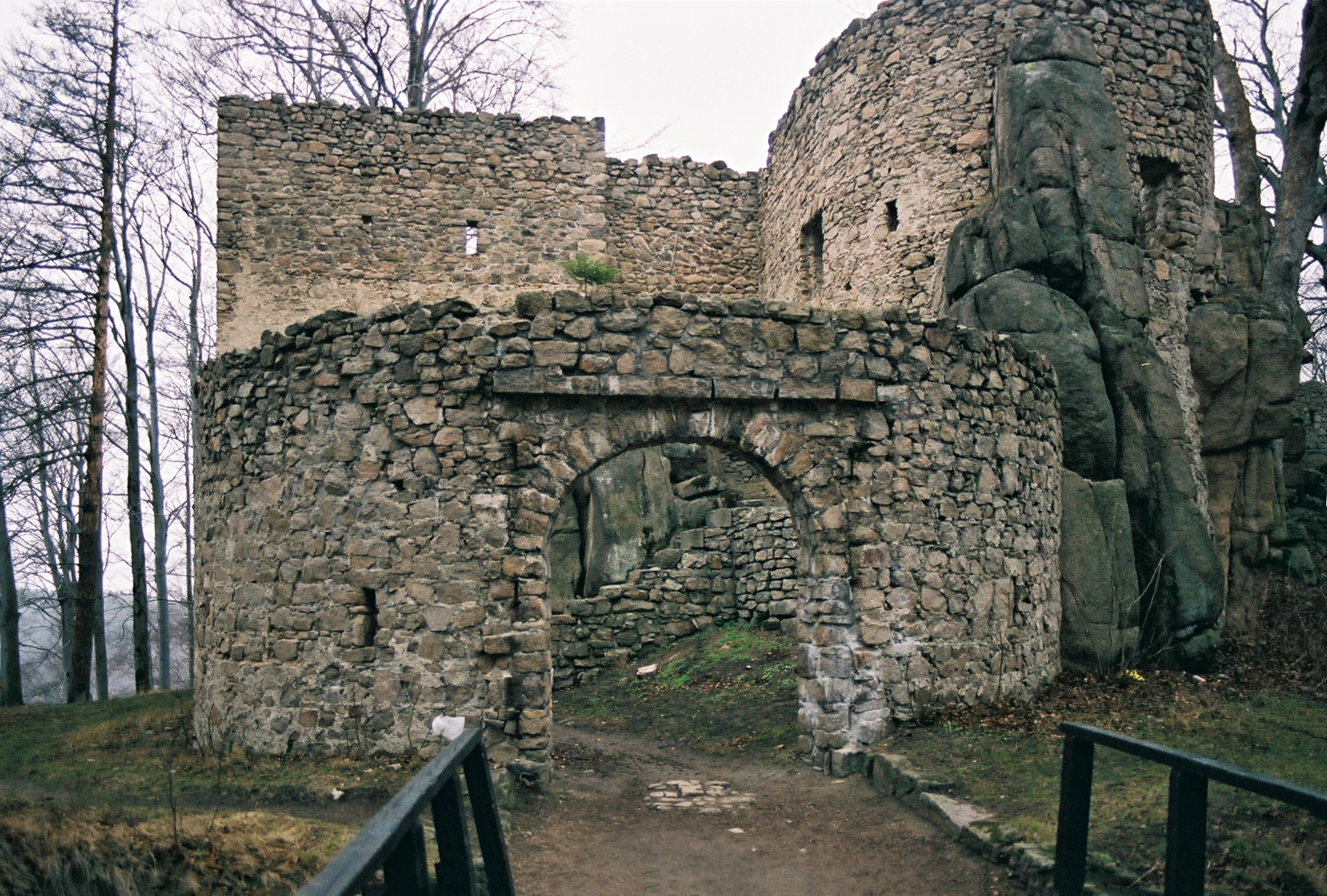
Замок Больчув

- Дворец Шафгочев в Цеплицах (Еленя-Гура)
- Туристическая база «Жемчужина Запада»
- Седленцин
- плотина Пильховицкого озера
- Мацейовец
- Радомице
- Клеча
- Замок Влень
- Остшица
- Твардоцице
- Чапле
- Гродзец
- Замок Гродзец